# آگاممنون
آگاممنون (به یونانی: Ἀγαμέμνων)، در اسطوره‌های یونان، رهبر یونانیان در جنگ تروا است. او فرزند آترئوس و آئروپه پادشاه و ملکه موکنای و برادر منلائوس بود. او یا پادشاه موکنای (بر طبق هومر) است یا در تفسیرهای دیگر آرگوس، و رهبر ارتش یونانیان در جنگ تروا را برعهده داشت. با دختر تیندارئوس، کلوتایمنسترا ازدواج کرد و از او صاحب چندین فرزند به نام‌های ایفیگنیا، الکترا و اورستس شد. 
زمانی که آیگیستوس پدرش را کشت، به تیندارئوس پناه برد و به یاری او پادشاه موکنای شد. او عاشق کلوتایمنسترا همسر آگاممنون شد و با توطئه او آگاممنون را به قتل رساندند. جسد وی به سبک مصری با پارچه پیچیده شده‌است و بر روی جسد او یک ماسک قرار گرفته‌است که از کاوش‌های میسن به دست آمده‌است.

## جنگ تروا
نوشتار اصلی: جنگ تروآ

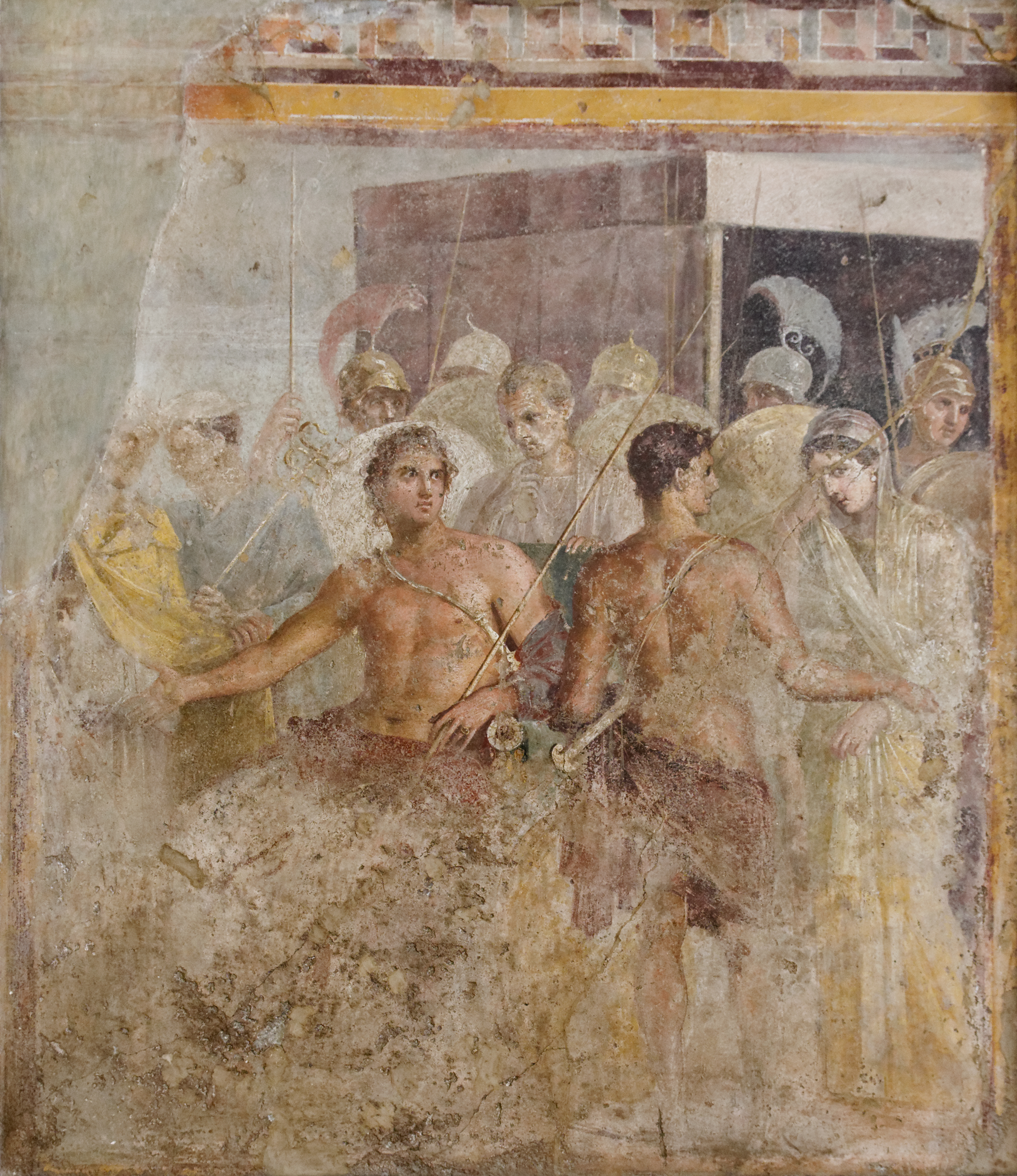
تسلیم آشیل بریسیس به آگاممنون

وقتی هلن، همسر زیبای منلائوس توسط پاریس پسر شاه تروا پریاموس ربوده شد، آگاممنون و منلائوس از این فرصت استفاده کرده و از تمام پادشاهان و جنگجویان یونان برای حمله به تروا دعوت به عمل آوردند. تمام پادشاهان در کاخ دیومدس واقع در آرگوس گرد هم آمدند. 
در آنجا آگاممنون به عنوان رهبر کل انتخاب شد و پس از جمع‌آوری لشکر و تجهیزات نظامی آمادهٔ ترک آئولیس به مقصد تروا شدند. در ابتدای سفر کشتی‌های آن‌ها در آئولیس دچار طوفانی نامساعد گشت. پیشگو بیان نمود که این بدبیاری به سبب آگاممنون و بی‌احترامی او در مقابل الهه شکار آرتمیس به وجود آمده‌است، و تنها راه متوقف کردن این باد قربانی نمودن ایفیگنیا دختر او بود. آگاممنون با اکراه موافق قربانی شدن دخترش شد، اما آرتمیس شخصاً هنگام کشتن ایفیگنیا او را نجات داده و گوزنی را جایگزینش کرد.
در ایلیاد اثر حماسی شاعر نابینای یونانی هومر، داستانی دربارهٔ نزاع آشیل نیرومندترین قهرمان یونانی در جنگ تروا و آگاممنون در آخرین سال‌های جنگ بیان شده‌است. آگاممنون او را مجبور نمود از معشوقه‌اش بریسئیس که در یکی از جنگ‌ها اسیرش کرده بود دست بکشد. آشیل نیز به همین دلیل از جنگیدن دست کشید و سبب شد جنگ‌های یونانیان خوب پیش نرود. پس از جنگ و پیروزی یونانیان، او کاساندرا زیباترین دختر پریاموس را به عنوان غنیمت جنگی به وطن خود بازگرداند و از او صاحب دو پسر شد.